# Йоганн Вітт
Йоганн Вітт (нім. Johann Witt; 13 листопада 1986, Казахська РСР) — німецький боксер, призер чемпіонату Європи серед аматорів.

## Ранні роки
Йоганн Вітт є російським німцем, що народився в СРСР і 2003 року разом із сім'єю емігрував до Німеччини, де і розпочав займатися боксом.

## Аматорська кар'єра
На чемпіонаті Європи 2011 завоював бронзову медаль.
- В 1/16 фіналу переміг Хуана Оліва Алемана (Іспанія) — 20-11
- В 1/8 фіналу переміг Марко Радон'їча (Чорногорія) — 14-12
- У чвертьфіналі переміг Сяргєя Карнєєва (Білорусь) — 28-26
- У півфіналі програв Теймуру Маммадову (Азербайджан) — 12-18